# Archieparquía de Zahlé y Furzol
La archieparquía de Zahlé y Furzol o de Zahlé y Furzol y todo el Becá (en latín: Archieparchia Mariamnensis Graecorum Melkitarum y en árabe: أبرشية الفرزل وزحلة والبقاع للروم الملكيين الكاثوليك‎) es una circunscripción eclesiástica de la Iglesia católica en Líbano. Se trata de una archieparquía greco-melquita católica, sufragánea de la archieparquía de Damasco de los melquitas. Desde el 26 de junio de 2021 su archieparca es Ibrahim Michael Ibrahim, de la Orden basiliana del Santísimo Salvador.

## Territorio y organización
La archieparquía tiene 881 km² y extiende su jurisdicción sobre los fieles de rito bizantino greco-melquita residentes en los distritos de Zahlé y Becá Occidental en la gobernación de Becá. La archieparquía está dentro del territorio propio del patriarcado de Antioquía de los melquitas.
La sede de la archieparquía se encuentra en la ciudad de Zahlé, en donde se halla la Catedral de Nuestra Señora de la Liberación.
En 2020 en la archieparquía existían 39 parroquias: de las cuales la catedral y otras 15 se encuentran en la ciudad y alrededores de Zahlé; otras 15 en el resto del distrito de Zahlé (en Furzol Alto, Furzol Bajo, Ablah y Niha, Rayak, Haoush Hala, Terbol, Ain Kfar Zabad, Kfar Zabad, Deir el Ghazal, Barelias y Anjar, Dakkoué, Jdita, Qabb Ilyas, Jalalah, Chtaura); y 10 en el distrito de Becá Occidental (en Kherbet Qanafar, Mansourah, Joub Jannine, Aammiq, Kafraiya, Saghbine, Aitanite, Machghara, Bab Maraa y Aïn el Jaouzé).

## Historia

### Antigua sede de Seleucia Pieria
La diócesis de Seleucia Pieria (cuyas ruinas están cerca de Samandağ en la actual Turquía) data de principios del siglo IV. Como todos los centros episcopales de la provincia romana de Siria, dependía directamente del patriarca de Antioquía, que la elevó, como muchas otras diócesis de la provincia, al rango de sede arzobispal, sin sufragáneas. La ciudad se menciona en el libro de los Hechos de los Apóstoles (13.4), como un lugar de paso para los apóstoles Pablo de Tarso y Bernabé. 
Hay varios obispos conocidos de esta antigua arquidiócesis. Le Quien (Oriens Christianus, II, 777-780) inicia su cronología con un obispo Dositeo, en el siglo III, del que se desconocen otros datos. El primer obispo documentado históricamente es Zenobio, que participó en el Concilio de Nicea I en 325. Eusebio estuvo en el Concilio de Seleucia en 359. Bizos participó en el Concilio de Constantinopla I en 381 y en los sínodos de Constantinopla en 394 y Antioquía en 399. A estos obispos Le Quien suma a Máximo, condiscípulo de Juan Crisóstomo; sin embargo, el mismo autor también incluye a este prelado en la serie episcopal de Seleucia de Isauria, sede a la que pertenecía Máximo.
En el siglo V se conocen tres obispos de Seleucia Pieria. Según el historiador Sócrates Escolástico, en tiempos del patriarca Alejandro, Dositeo II fue trasladado al metropolitanato de Tarso. El obispo Geroncio está documentado en varias ocasiones: estuvo presente en el sínodo de Antioquía en 445, en el Concilio de Éfeso en 449, en el Concilio de Calcedonia en 451 y en el sínodo de Constantinopla en 459; además en 458 firmó la carta de los obispos de Siria Prima al emperador León I tras la muerte de Proterio de Alejandría. Según Honigmann, también debería atribuirse a esta sede el obispo Arquelao, destinatario de una carta del metropolitano Basilio de Seleucia de Isauria.
En el siglo VI estaba activo el obispo Nonnus, partidario de Severo de Antioquía, que fue expulsado de su sede en 518 por orden de Justino I y que ocupó la sede metropolitana de Amida; Dionisio, presente en el Concilio de Constantinopla II en 553 y que, según el hagiógrafo Giovanni Mosco, tuvo como sucesor a Teodoro; y Juan, que vivió en la época del patriarca monofisita Pablo II (550-575). Las fuentes hagiográficas también mencionan al obispo Antonio. En el siglo VI la Notitia Episcopatuum de Antioquía muestra a Seleucia Pieria como arzobispado autocéfalo, sufragáneo de Antioquía (Échos d'Orient, X 144). 
En el siglo VII cayó en manos musulmanas árabes tras ser perdida Antioquía por el Imperio bizantino, pasando luego a manos de bizantinos, selyúcidas, cruzados y finalmente mamelucos, que la conquistaron en el siglo XII.
Seleucia Pieria fue una diócesis de la Iglesia ortodoxa siria en los siglos VIII y IX, tres de cuyos obispos son conocidos. El último obispo ortodoxo sirio conocido de Seleucia, Ahron (847/874), se menciona en las listas de Miguel el Sirio. También hubo establecimientos monásticos georgianos alrededor de Seleucia desde los siglos XI al XIII.
Un último metropolitano bizantino de Seleucia Pieria fue Agapio, quien en 978 fue elegido patriarca de Antioquía. La diócesis existió hasta el siglo X, y sus límites son conocidos (Échos d'Orient, X, 97).

### Sede ortodoxa
Para cuando la sede patriarcal ortodoxa de Antioquía fue trasladada a Damasco en el siglo XIV, no existía un metropolitanato en Seleucia Pieria, y no es mencionado en la elección del patriarca Pacomio I. 
En el siglo XVII, o tal vez en el siglo XVI, el metropolitano de Seleucia Pieria fue restablecido por el patriarca ortodoxo de Antioquía en Malula (en la actual Siria), en una zona de difícil acceso que le proveía seguridad. En 1715 el patriarca ortodoxo de Jerusalén, Crisante, mencionó en un Syntagmation la jerarquía melquita dependiente del patriarca de Antioquía y metropolitano de Damasco, en la que aparece el metropolitanato de Seleucia con sede en Malula, como exarca de Siria I. Poco después la sede fue transferida de Malula a Furzol en Líbano, y el título de Seleucia la acompañó. 

### Sede católica melquita
El sacerdote Serafín Tanas fue elegido el 20 de septiembre de 1724 (1 de octubre en el calendario juliano) por el partido procatólico de Damasco como patriarca de Antioquía, lo que poco después originó la división permanente del patriarcado melquita entre ortodoxos y católicos. Para validar la elección, ya que no participaron obispos, los dos obispos más cercanos fueron llamados apresuradamente, Neófito Nasri (obispo de Sednaya) y Basilios Finan (archimandrita del monasterio de San Salvador y obispo de Banias o Paneas). El 1 de octubre de 1724 los dos obispos consagraron obispo de Zahlé y Furzol a Efthymios Fadel Maalouly, un religioso del monasterio de San Salvador. Los tres formaron un sínodo que aclamó a Serafín Tanas como patriarca Cirilo VI Tanas y fue consagrado ese mismo día en la catedral de Damasco.
Efthymios Fadel Maalouly en 1727 trasladó la sede de Furzol a Zahlé, aunque en 1760 firmaba como obispo de Furzol y Becá. En 1774 se formalizó el traslado definitivo de la sede a Zahlé, siendo renombrada como Zahlé y Furzol. Desde el Concilio de Jerusalén de 1849 el obispo lleva los títulos de Furzol, Zahlé y Becá.
El 18 de noviembre de 1964 fue elevada al rango de archieparquía.
Durante la guerra civil libanesa (1975-1990) el edificio de la curia archieparquial fue casi destruido por una explosión en 1987. Fue completamente renovado y reinaugurado el 15 de agosto de 1990.
Luego del establecimiento de la sede católica en Furzol y luego en Zahlé, lo melquitas ortodoxos remanentes de la Iglesia ortodoxa de Antioquía quedaron bajo dependencia de su metropolitanato de Baalbek o Heliópolis, que desde mediados del siglo XIX fue llamado arquidiócesis ortodoxa de Seleucia, con sede en Zahlé. Actualmente se denomina arquidiócesis greco-ortodoxa de Zahlé y Baalbek y dependencias (o de Seleucia y Heliópolis).

## Estadísticas
Según el Anuario Pontificio 2021 la archieparquía tenía a fines de 2020 un total de 150 000 fieles bautizados.
| Año                                                                             | Población            | Población | Población      | Sacerdotes | Sacerdotes    | Sacerdotes    | Bautizados por sacerdote | Diáconos permanentes | Religiosos | Religiosos | Parroquias |
| Año                                                                             | Bautizados católicos | Total     | % de católicos | Total      | Clero secular | Clero regular | Bautizados por sacerdote | Diáconos permanentes | Varones    | Mujeres    | Parroquias |
| ------------------------------------------------------------------------------- | -------------------- | --------- | -------------- | ---------- | ------------- | ------------- | ------------------------ | -------------------- | ---------- | ---------- | ---------- |
| 1950                                                                            | 25 000               | ?         | ?              | 28         | 8             | 20            | 892                      |                      |            | 34         | 34         |
| 1970                                                                            | 31 597               | ?         | ?              | 5          | 5             |               | 6319                     |                      |            |            | 32         |
| 1980                                                                            | 70 300               | ?         | ?              | 33         | 10            | 23            | 2130                     |                      | 38         | 35         | 36         |
| 1990                                                                            | 115 000              | ?         | ?              | 32         | 9             | 23            | 3593                     |                      | 23         | 36         | 44         |
| 1999                                                                            | 126 000              | ?         | ?              | 37         | 11            | 26            | 3405                     |                      | 26         | 41         | 36         |
| 2000                                                                            | 126 000              | ?         | ?              | 28         | 10            | 18            | 4500                     |                      | 18         | 41         | 36         |
| 2001                                                                            | 126 000              | ?         | ?              | 29         | 9             | 20            | 4344                     |                      | 20         | 41         | 36         |
| 2002                                                                            | 126 000              | ?         | ?              | 28         | 7             | 21            | 4500                     |                      | 21         | 42         | 37         |
| 2003                                                                            | 126 000              | ?         | ?              | 24         | 5             | 19            | 5250                     |                      | 19         | 42         | 37         |
| 2004                                                                            | 126 000              | ?         | ?              | 29         | 5             | 24            | 4344                     |                      | 26         | 42         | 36         |
| 2009                                                                            | 126 000              | ?         | ?              | 28         | 6             | 22            | 4500                     | 2                    | 22         | 44         | 37         |
| 2010                                                                            | 126 000              | ?         | ?              | 28         | 7             | 21            | 4500                     | 2                    | 21         | 44         | 34         |
| 2012                                                                            | 150 000              | ?         | ?              | 31         | 8             | 23            | 4838                     | 2                    | 23         | 37         | 39         |
| 2014                                                                            | 150 000              | ?         | ?              | 35         | 10            | 25            | 4285                     | 2                    | 25         | 38         | 39         |
| 2017                                                                            | 150 000              | ?         | ?              | 31         | 10            | 21            | 4838                     |                      | 21         | 38         | 39         |
| 2020                                                                            | 150 000              | ?         | ?              | 33         | 13            | 20            | 4545                     |                      | 20         | 35         | 39         |
| Fuente: Catholic-Hierarchy, que a su vez toma los datos del Anuario Pontificio. |                      |           |                |            |               |               |                          |                      |            |            |            |

## Episcopologio

### Obispos de Seleucia Pieria
- Dositeo I † siglo III
- Zenobio † (mencionado en 325)
- Eusebio † (mencionado en 359)
- Bizos (o Basilio) † (antes de 381 después de 399 circa)[13]
- Dositeo II † (?-antes de 418 nombrado arzobispo de Tarso)
- Geroncio † (antes de 445-después de 459)
  - Nonno † (?-518 expulsado)[nota 3]
- Constantino †
- Dionisio † (mencionado en 553)
- Teodoro †
- Antonio †
- Juan † (segunda mitad del siglo VI)
- Agapio † (?-20 de enero de 978 electo patriarca de Antioquía)

### Obispos de la sede actual
- Efthymios Fadel Maalouly † (1 de octubre de 1724-1774 falleció)
- Youssef Farhat † (1775-1793?)
- Basile Jabaly † (1796-1811)
- Macaire Tawil, B.S. † (1811-10 de diciembre de 1813 electo patriarca de Antioquía)
- Ignace Ajoury, B.A. † (diciembre de 1816-4 de agosto de 1834 falleció)
- Basile Schajat (Shahiat), B.S. † (15 de octubre de 1834-1864 falleció)
- Ambroise Basile Abdo † (15 de noviembre de 1866-24 de diciembre de 1875 nombrado vicario patriarcal de Jerusalén)
- Meletios Fakak † (23 de enero de 1876 consagrado-9 de agosto de 1881 nombrado archieparca de Beirut y Jbeil)
- Ignace Malluk (Malouk) † (18 de septiembre de 1881-1898?)
- Daher Moghabghab † (20 de mayo de 1899-21 de junio de 1926 confirmado patriarca de Antioquía)
- Eftimios Youakim † (30 de octubre de 1926-21 de agosto de 1971 retirado)[nota 4])
- Jean Bassoul † (21 de agosto de 1971-9 de agosto de 1977 falleció)
- Augustin Farah † (25 de agosto de 1977-31 de marzo de 1983 falleció)
- André Haddad, B.S. † (14 de junio de 1983-24 de junio de 2010 retirado)
- Issam John Darwich, B.S. (15 de junio de 2011-26 de junio de 2021 retirado)
- Ibrahim Michael Ibrahim, B.S., desde el 26 de junio de 2021